# 木村光江
木村 光江（きむら みつえ、1955年7月12日 - ）は、日本の刑法学者。日本大学大学院法務研究科教授、東京都立大学名誉教授。博士（法学）（東京都立大学、2001年）（学位論文「詐欺罪の研究」）。

## 略歴
- 1979年　東京都立大学法学部卒業
- 1983年　東京都立大学社会科学研究科修士課程修了（指導教授・前田雅英）
- 1984年　東京都立大学法学部助手
- 1987年　東京都立大学法学部助教授
- 1992年　東京都立大学法学部教授
- 2001年　博士（法学）（東京都立大学）
- 2004年　東京都立大学法科大学院教授
- 2005年　首都大学東京法科大学院教授

## 公的役職
- 司法試験委員
- 最高裁判所簡易裁判所判事選考委員会委員
- 医道審議会委員
- 司法修習委員会幹事
- 防衛省防衛人事審議会委員
- 中央教育審議会専門委員
- 東京都公安委員会委員

等を歴任。

## 学説
基本的な立場は、師の前田の見解をほぼ踏襲している。財産犯に関する研究で評価されている。

## その他
いしいひさいちのファンで、講義レジュメや著書において、財産犯について説明する際に「バイトくん」を引用していたことがある。

## 著書
- 『刑法』（東京大学出版会）
- 『演習刑法』（東京大学出版会）
- 『主観的犯罪要素の研究』（東京大学出版会）
- 『財産犯論の研究』（日本評論社）
- 『刑事法入門』（東京大学出版会）